# Pilgrimage Valley
Pilgrimage Valley ist eine kleine mennonitische Siedlung im Cayo District von Belize, etwa 5 km östlich von San Ignacio.

## Geographie
Der Ort liegt zwischen Macal River und Belize River südöstlich von San Ignacio, beziehungsweise von dessen Teilort Santa Elena.

## Geschichte
Der Ort wurde 1965 von zehn Familien deutschsprachiger Mennoniten gegründet, die sich von wachsendem Säkularismus zurückzogen. Einige von ihnen kamen aus anderen Mennoniten-Kolonien in Belize, andere aus Nordamerika (Pennsylvania, Ohio, Arkansas und Ontario), Bekannte Namen sind Stoll, Martin, Wanner und Mill. Zum Teil hatten die Familien 22 Kinder.
Andauernder Diebstahl von Nutztieren wurde zu einer existentiellen Bedrohung und viele verließen die Siedlung, gingen entweder zurück nach Nordamerika, nach Upper Barton Creek oder in andere Siedlungen. In den 1980ern war die Siedlung zeitweise verlassen, wurde aber später erneut besiedelt. 2000 hatte sie nur 21 Einwohner und in 2011 offenbar noch weniger als 100 Einwohner. Die Einwohner gehören zur selben Gruppierung der Mennoniten wie diejenigen von Upper Barton Creek und Springfield (Old Order Mennonites).